# (243109) Hansludwig
(243109) Hansludwig ist ein Asteroid des inneren Hauptgürtels, der in der Nacht vom 12. auf den 13. September 2007 von den deutschen Amateurastronomen Stefan Karge und Erwin Schwab am 60-cm-Cassegrain-Teleskop der Hans-Ludwig-Neumann-Sternwarte auf dem Kleinen Feldberg (IAU-Code B01) entdeckt wurde.
Mittlere Sonnenentfernung (große Halbachse), Exzentrizität und Neigung der Bahnebene des Asteroiden ähneln grob den Bahndaten der Mitglieder der Flora-Familie, einer großen Gruppe von Asteroiden, die nach (8) Flora benannt ist. Asteroiden dieser Familie bewegen sich in einer Bahnresonanz von 4:9 mit dem Planeten Mars um die Sonne. Die Gruppe wird auch Ariadne-Familie genannt, nach dem Asteroiden (43) Ariadne.
(243109) Hansludwig wurde am 28. November 2010 nach dem deutschen Physiker Hans-Ludwig Neumann (1938–1991) benannt. Neumann war Initiator beim Bau der Taunus-Sternwarte, zu der die Hans-Ludwig-Neumann-Sternwarte gehört.